# World Seniors Championship 2019
Il World Seniors Championship 2019 è il primo evento del Tour Leggende della stagione 2019-2020 di snooker ed è la decima edizione di questo torneo che si è disputato dal 15 al 18 agosto 2019 a Sheffield in Inghilterra.

## Montepremi
- Vincitore: £25.000
- Finalista: £10.000
- Semifinalisti: £7.500
- Quarti di Finale: £3.000
- Miglior Break della competizione: £1.500

### Giocatori invitati
1. Aaron Canavan (Campione in carica)[2]
2. Jimmy White
3. Joe Johnson
4. Stephen Hendry
5. Cliff Thorburn
6. Dennis Taylor
7. John Parrott
8. Tony Drago
9. James Wattana
10. Willie Thorne
11. Tony Knowles
12. Darren Morgan
13. Deane O'Kane
14. Mohammed Abdelkader
15. Chen Gang

### Giocatori qualificati
1. Leo Fernandez
2. Igor Figueiredo
3. Stuart Watson
4. Au Chi-wai
5. Rhydian Richards
6. Joris Maas

## Fase a eliminazione diretta
| Trentaduesimi di Finale | Sedicesimi di Finale   | Quarti di Finale       | Semifinale             | Finale                 |
| ----------------------- | ---------------------- | ---------------------- | ---------------------- | ---------------------- |
| Al meglio dei 5 frames  | Al meglio dei 5 frames | Al meglio dei 5 frames | Al meglio dei 5 frames | Al meglio dei 9 frames |

| Giocatore     | Giocatore           | Risultato |
| ------------- | ------------------- | --------- |
| Willie Thorne | Darren Morgan       | 0 - 3     |
| James Wattana | Mohammed Abdelkader | 3 - 0     |
| Tony Knowles  | Chen Gang           | 1 - 3     |
| Tony Drago    | Deane O'Kane        | 3 - 2     |

| Giocatore      | Giocatore        | Risultato |
| -------------- | ---------------- | --------- |
| Aaron Canavan  | Au Chi-wai       | 3 - 1     |
| Dennis Taylor  | Stuart Watson    | 0 - 3     |
| Jimmy White    | Rhydian Richards | 3 - 1     |
| Joris Maas     | Leo Fernandez    | 0 - 3     |
| John Parrott   | Darren Morgan    | 2 - 3     |
| James Wattana  | Joe Johnson      | 3 - 0     |
| Cliff Thorburn | Chen Gang        | 1 - 3     |
| Stephen Hendry | Tony Drago       | 3 - 2     |

| Giocatore     | Giocatore      | Risultato |
| ------------- | -------------- | --------- |
| Aaron Canavan | Leo Fernandez  | 1 - 3     |
| Darren Morgan | Stephen Hendry | 3 - 1     |
| James Wattana | Chen Gang      | 3 - 1     |
| Stuart Watson | Jimmy White    | 2 - 3     |

| Giocatore     | Giocatore     | Risultato |
| ------------- | ------------- | --------- |
| Leo Fernandez | Darren Morgan | 0 - 3     |
| James Wattana | Jimmy White   | 1 - 3     |

| FINALE Crucible Theatre, Sheffield, Inghilterra, Regno Unito, 18 agosto 2019 ARBITRO: Michaela Tabb | FINALE Crucible Theatre, Sheffield, Inghilterra, Regno Unito, 18 agosto 2019 ARBITRO: Michaela Tabb | FINALE Crucible Theatre, Sheffield, Inghilterra, Regno Unito, 18 agosto 2019 ARBITRO: Michaela Tabb |
| Darren Morgan                                                                                       | 3 - 5                                                                                               | Jimmy White                                                                                         |
| --------------------------------------------------------------------------------------------------- | --------------------------------------------------------------------------------------------------- | --------------------------------------------------------------------------------------------------- |
| SESSIONE UNICA: 1-0 1-1 2-1 2-2 2-3 3-3 3-4 3-5 (3-5)                                               | | |
| MIGLIOR BREAK: 55 CENTURY BREAKS: 0                                                                 | | MIGLIOR BREAK: 86 CENTURY BREAKS: 0                                                                 |
| Jimmy White vince il World Seniors Championship 2019                                                | | |

### Statistiche
| Giocatore        | Numero di frames vinti |
| ---------------- | ---------------------- |
| Darren Morgan    | 16                     |
| Jimmy White      | 14                     |
| James Wattana    | 10                     |
| Chen Gang        | 7                      |
| Leo Fernandez    | 6                      |
| Stuart Watson    | 5                      |
| Tony Drago       | 5                      |
| Stephen Hendry   | 4                      |
| Aaron Canavan    | 4                      |
| John Parrott     | 2                      |
| Deane O'Kane     | 2                      |
| Cliff Thorburn   | 1                      |
| Rhydian Richards | 1                      |
| Au Chi-wai       | 1                      |
| Tony Knowles     | 1                      |

### Century Breaks (1)
| N° | Giocatore     | Century Breaks | Miglior Break |
| -- | ------------- | -------------- | ------------- |
| 1  | James Wattana | 1              | 113           |